# Polizeistern
Der Polizeistern ist ein Symbol verschiedener Polizeien, in Deutschland zum Beispiel der Landespolizeien, der Bundespolizei, des Bundeskriminalamtes, der Polizei beim Deutschen Bundestag und der Feldjäger. Es ist ein gesetzlich geschütztes Hoheitszeichen; der Missbrauch ist in Deutschland eine Straftat (Missbrauch von Abzeichen).

## Geschichte des Polizeisternes als Mützenemblem

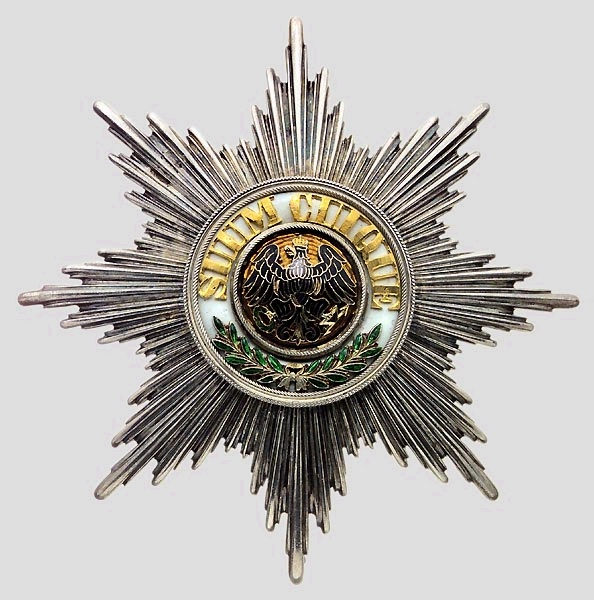
Stern des Schwarzen Adlerordens

Der Polizeistern geht auf die preußische Ordensgeschichte zurück. Am 17. Januar 1701 stiftete Friedrich I. – hier noch Kurfürst von Brandenburg – den Schwarzen Adlerorden mit der Inschrift Suum Cuique ‚Jedem das Seine‘. Es ist die Kurzform der persönlichen Devise Friedrichs I.: Die Gerechtigkeit erkannt man daran, dass sie jedem das Seine zukommen lässt. Ritter dieses Ordens trugen neben einem blauemaillierten Malteserkreuzes an der Collane oder Schärpe auch einen achtstrahliger Bruststern. Seit Friedrich Wilhelm I. führte sein Garderegiment diesen Bruststern als Gardestern an den Grenadiermützen.
Vor und während der Schlesischen Kriege wurde von Friedrich II. – später Friedrich der Große genannt – die Aufstellung des Feldjägercorps zu Pferde befohlen. Die Auswahl für dieses Feldjägercorps fiel in der Regel auf Forstbeamte, weil sie in einem besonderen Treueverhältnis zum König standen und hervorragend mit der „Büchse mit gezogenem Lauf“ umgehen konnten. Bereits am 6. Februar 1741 verlieh Friedrich II. dem Reitenden Feldjägercorps für besondere Verdienste den Gardestern.
Nach Beendigung der Kriege im Jahre 1763 war Preußen faktisch bankrott und musste eine Vielzahl von Bediensteten entlassen. Ein Großteil der Feldjäger konnte nicht mehr in den Forstdienst übernommen werden und wurde so in der damaligen Landgendarmerie untergebracht. Dabei behielten die ehemaligen Feldjäger als Erkennungszeichen den verliehenen Gardestern als Mützenabzeichen bei.
Der erste Polizeiverband, der den Stern als zusätzliches Helmemblem getragen hat, war die preußische Gendarmerie. Um 1781/82 wurde die Berliner Polizei erstmals einheitlich uniformiert und dabei auch die unterschiedlichsten Dienstgrade kenntlich gemacht. Die Kopfbedeckung zierte dabei in verkleinerter Form der Gardestern mit dem preußischen Adler.
Im Jahre 1895 verlieh der deutsche Kaiser Wilhelm II. mit „allerhöchster Kabinettsorder“ den Angehörigen der Gendarmeriebrigaden den silbernen Gardestern als zusätzliches Helmemblem. Dieser wurde somit per Gesetz eingeführt, sodass auch die Fußgendarmen auf ihrem schwarzen Tschako ebenfalls den Gardestern trugen. Dieser Stern wurde nach dem Ersten Weltkrieg von der Schutzpolizei des Freistaats Preußen übernommen. Gemäß dem Versailler Friedensvertrags wurden sämtliche Gendarmerie-Einheiten der Polizei zugeschlagen und gehörten nun in den Bereich der Innenministerien der Länder der 1919 gegründeten Weimarer Republik.
Nach dem Zweiten Weltkrieg wurde der ehemalige preußische Polizeistern als einheitliches Abzeichen für die Dienstmützen und Tschakos der deutschen Polizeien eingeführt, jeweils mit dem Landeswappen und der Landesfarbe auf den Stern aufgelegt. Nach dem Ausmustern des Tschakos bei den einzelnen Landespolizeien, gegen Ende der 1960er-Jahre, wurde ein entsprechend verkleinerter Stern, meist in Weißblech oder Aluminium, an den Dienstmützen angebracht.
Mit der Einführung der einheitlichen Polizeiuniform (1974) in der Bundesrepublik Deutschland wurde auch der Mützenstern modifiziert und vereinheitlicht. Es wurde ein altgoldener Stern eingeführt, dem in der Mitte das jeweilige Länderwappen der Landespolizei in entsprechender farblicher Ausführung eingelegt wurde. Er wird heute noch auf der Mütze, auf Briefbögen und auf uniformierten Fahrzeugen der Polizeien und der Feldjäger der Bundeswehr verwendet. 

## Verschiedene deutsche Polizeisterne

Polizeistern der Deutschen Volkspolizei
Aktueller Polizeistern der Bundespolizei
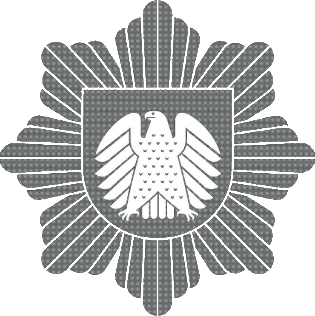
Polizeistern der Polizei beim Deutschen Bundestag
Internes Verbandsabzeichen des Kommandos Feldjäger der Bundeswehr
Aktueller Polizeistern Polizei Baden-Württemberg
Aktueller Polizeistern der Bayerischen Polizei
Aktueller Polizeistern des Polizeipräsidiums München
Polizeistern der Polizei Berlin
Aktueller Polizeistern der Polizei Brandenburg
Aktueller Polizeistern der Polizei Bremen
Aktueller Polizeistern der Polizei Hamburg
Aktueller Polizeistern der Polizei Hessen
Aktueller Polizeistern der Polizei Mecklenburg-Vorpommern
Aktueller Polizeistern der Polizei Niedersachsen
Aktueller Polizeistern der Polizei Nordrhein-Westfalen
Aktueller Polizeistern der Polizei Rheinland-Pfalz
Aktueller Polizeistern der Polizei im Saarland
Aktueller Polizeistern der Polizei Sachsen
Aktueller Polizeistern der Polizei Sachsen-Anhalt
Aktueller Polizeistern der Polizei Schleswig-Holstein
Aktueller Polizeistern der Thüringer Polizei

## Großbritannien
Da das Vereinigte Königreich eine Monarchie ist, befindet sich eine Krone, die Edwardskrone, über dem Polizeistern. Der Polizeistern des Metropolitan Police Service und die einiger anderer britischer Polizeibehörden zeigen in der Mitte anstelle eines Wappenschildes das königliche Monogramm.
Drei britische Polizeibehörden – die City of London Police, die Hampshire Police und Police Scotland – haben keinen Polizeistern.

Die Gardesterne der Coldstream Guards, der Scots Guards und der Irish Guards sind ähnliche wie die Polizeisterne gestaltet.

Polizeistern der Metropolitan Police (London)
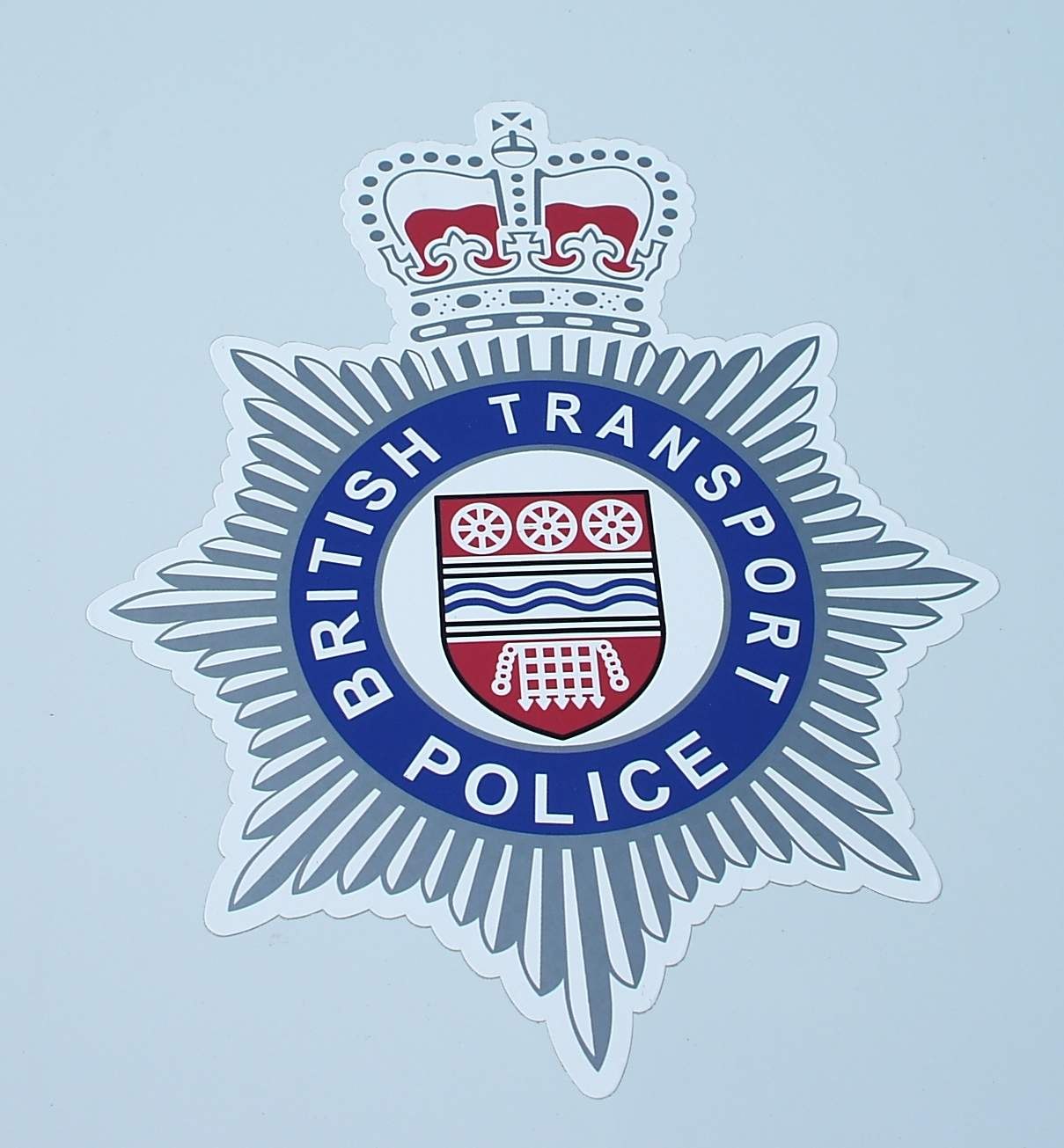
Polizeistern der British Transport Police

## Vereinigte Staaten
Polizeidienstmarken (englisch badge) gehören in den USA zur Standardausrüstung eines Polizeibeamten und gelten als Hoheitszeichen, das ihn offiziell als solchen ausweist. Sheriffs und deren Beamte mit Polizeiaufgaben tragen einen Sheriffstern an der Brust, der überall verschieden gestaltet ist. Der dafür heute sehr häufig verwendete Siebenzack-Stern (Seven Point Star) wurde nicht willkürlich ausgewählt: Jede Spitze repräsentiert einen Grundsatz der Sheriffs- oder Polizeiideologie, character, integrity, knowledge, honor, courtesy, loyalty and judgement; auf Deutsch: Charakter, Integrität, Wissen, Ehre, Höflichkeit, Loyalität und Urteilsvermögen. Es werden jedoch auch fünf- oder sechszackige Sterne verwendet.

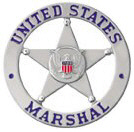
Stern eines US-Marshals
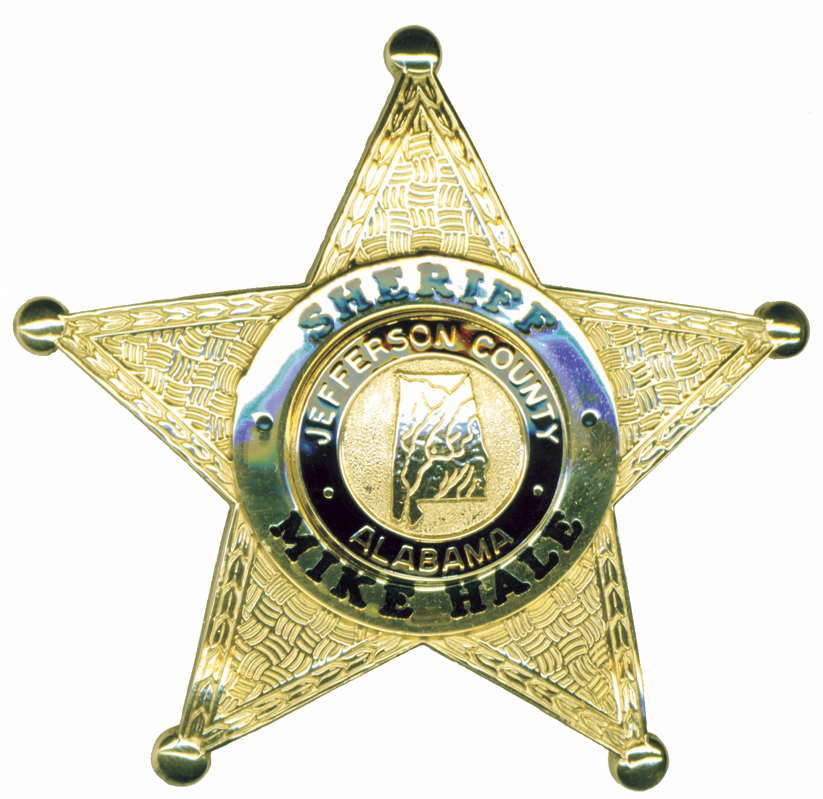
Sheriff Jefferson County, AL (personalisiert)
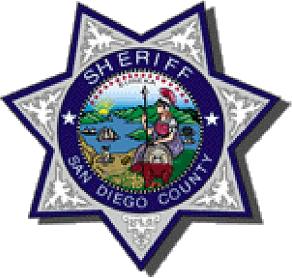
Stern des Sheriffs im San Diego County

## Andere Staaten
Da viele Polizeiorganisationen weltweit nach dem preußischen Vorbild aufgebaut wurden, wurde vielfach auch der Gardestern als Erkennungssymbol der Polizei in irgendeiner landesspezifischen Form übernommen. In einigen Ländern, zum Beispiel in Finnland, ist der Gardestern zu einem Zeichen der Feuerwehr mutiert.